# Habitatge al carrer Indústria, 22 (Sabadell)
L'Habitatge al carrer Indústria, 22 és una obra noucentista de Sabadell (Vallès Occidental) inclosa a l'Inventari del Patrimoni Arquitectònic de Catalunya. Habitatge unifamiliar de dos cossos format per planta baixa i pis. L'edifici s'utilitzà posteriorment com a jardí d'infància.

## Descripció
L'ornamentació de la façana presenta un gust pels elements classicistes. La façana presenta una distribució simètrica de la que es destaca, a partir de l'estuc, un cos sortint que inclou la porta d'entrada i la balconada central tractada a manera de balustrada. Aquest cos està coronat per un frontó triangular sustentat per mènsules, i la seva pròpia teulada, a l'interior presenta un esbocinament que coincideix amb l'arc de la finestra. L'acabament de la façana es decora amb una gran balustrada sustentada per una cornisa amb motllures. Destaca l'ornamentació de les obertures i el tractament de les reixes de ferro forjat.

## Història
Inicialment l'edifici fou utilitzat com habitatge. La casa, d'aspecte senyorial, es troba emplaçada en l'antic eix industrial de finals del segle XIX: Tres Creus, on a més d'indústries també es disposaren les residències dels industrials.